# Rastište
Rastište (cyr. Растиште) – wieś w Serbii, w okręgu zlatiborskim, w gminie Bajina Bašta. W 2011 roku liczyła 308 mieszkańców.